# خوش به حالشان
خوش به حالشان (انگلیسی: Lucky Them) یک فیلم کمدی-درام آمریکایی به کارگردانی مگان گریفیتس است که در سال ۲۰۱۳ منتشر شد. این فیلم در بخش ارائه ویژه جشنواره بین‌المللی فیلم تورنتو ۲۰۱۳ و در ژوئن ۲۰۱۴ در جشنواره بین‌المللی فیلم گرینویچ در استمفورد، کنتیکت به نمایش درآمد.